# Christoph von Katsch
Christoph Katsch, seit 1705 von Katsch, (* 15. September 1665 in Halle (Saale); † 12. Juli 1729 in Berlin) war ein preußischer Justizminister.

## Leben

### Herkunft und Familie

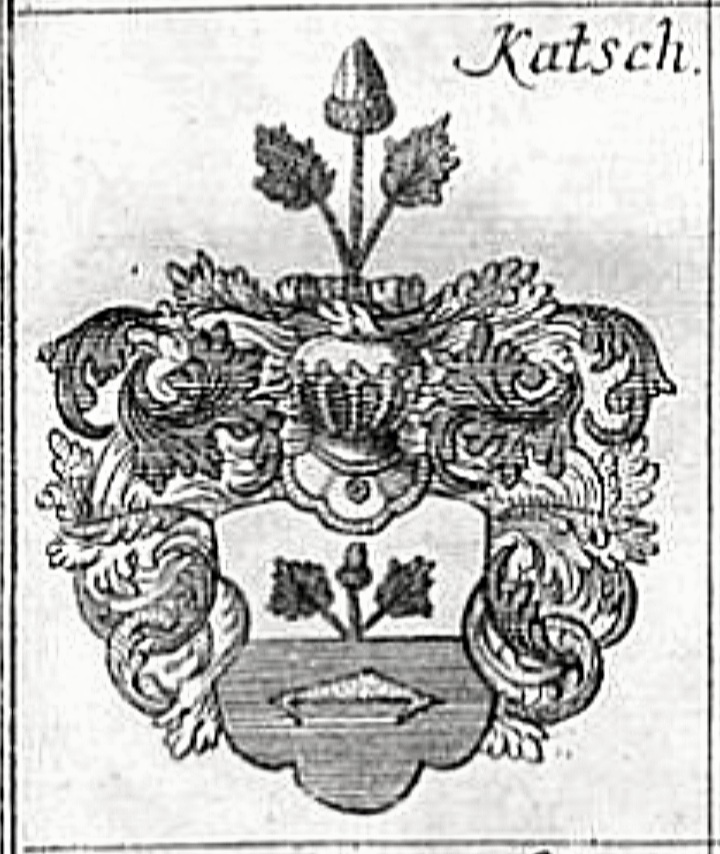
Stammwappen des Hallenser Pfännergeschlechts Katsch

Christoph Katsch stammt aus einem Hallenser Pfännergeschlecht,
das schon 1470 in Halle ansässig war. Seine Eltern waren der Rats-Worthalter, Oberbornmeister und Pfänner in Halle Christoph Katsch (1632–1699) und Maria Elisabeth Dürfeld (1639–1677), eine Enkelin von Christoph von Dürfeld (1525–1583). Er vermählte sich 1687 in erster Ehe mit Maria, geborene Werner, verwitwete Jacobi (1648–1720). Eine zweite Ehe folgte mit der preußischen Oberhofmeisterin Christiane Freiin Wolfskeel von Reichenberg († 1748). Beide Ehen blieben kinderlos.

### Werdegang

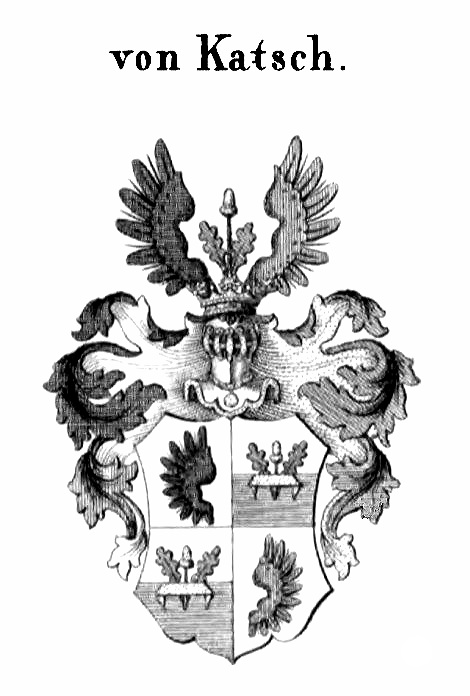
Adelswappen des Christoph von Katsch

Katsch besuchte das Gymnasium in Halle und studierte bis 1686 in Leipzig die Rechte. 1687 eröffnete er eine Anwaltspraxis am Hof- und Kammergericht in Berlin. Er avancierte 1699 zum Generalauditeur und wurde damit oberster Militärgerichts- und -verwaltungsbeamter, was er auch bis zum Tode blieb. Katsch wurde 1702 zum Kriegsrat befördert und 1703 zum Kammergerichtsrat ernannt. Er wurde bereits als Geheimer Staatsminister tituliert, als er am 18. Januar 1705 in den preußischen Adelsstand nobilitiert wurde. Hintergrund der Standeshebung war auch, ihm einen Platz auf der adeligen Bank des Kammergerichts zu geben. Zudem erhielt er die Berufung als Geheimer Justizrat in die Justizabteilung des Geheimen Rates und höchste Berufungsinstanz. 1712 erfolgte die Ernennung zum Geheimen Kriegsrat und Dezernenten für die Justizsachen in der neuen zentralen Steuerbehörde, dem von Grumbkow reorganisierten Generalkriegskommissariat. Zu dieser Zeit hatte er bereits die förderliche Gunst des Kronprinzen Friedrich Wilhelm erworben. Seine Unermüdlichkeit und Unerbittlichkeit, mit der er, neben seiner Tätigkeit als Oberauditeur der Marken, die Prozesse des landesherrlichen Fiskus mit dem märkischen Adel führte und 1717 die Allodifikation der Ritterlehen durchsetzen half, veranlassten den nunmehrigen König, Katsch nach Bartholdis Tod am 8. Juni 1718 zum Wirklichen Geheimen Rat, Staatsminister und Generalauditeur der Armee zu ernennen und im Geheimen Staatsrat mit dem Referat aller Kriegs-, Zivil-, Justiz-, Kriminal- und Fiskalsachen zu betrauen. Am 23. Januar 1723 schließlich wurde er zum Vizepräsidenten des neuen Generaldirektoriums und dirigierenden Minister des Fünften (Justiz-)Departements berufen. Er war mit Samuel von Cocceji befreundet, dem er auch ein Förderer war und der schließlich die von ihm, Katsch, wegbereitete preußische Justizreform vollendete.
Katsch hatte das Rittergut Döberitz am 15. Mai 1706 von Heinrich und Levin Ludwig von der Gröben käuflich erworben. Bis 1711 erwarb er auch das Landgut Ferbitz. Die Döberitzer Dorfkirche wurde, auch durch die Hilfe eines Zuschusses des Königs, mit aufwändiger Kirchenausstattung aus dunklem Eichenholz, 1712–1713 anstelle des Vorgängerbaus erbaut. Die Einrichtung war reich an Anspielungen und Wappen der Familie von Katsch. Infolge der Räumung des Dorfes gelangte die Ausstattung nach Ferbitz. Da auch dieses Dorf geräumt wurde, gelangte die Ausstattung wahrscheinlich direkt nach Haage, wo sie sich bis heute in der dortigen Dorfkirche befindet. 
In Berlin besaß er das ursprünglich für den Königlichen Kammerherrn und Bürgermeister Christoph Christian errichtete Palais (Gouverneurshaus) an der Königstraße/Ecke Jüdenstraße.
Katsch wurde in Döberitz bei Berlin begraben.